# Conférence des présidents (Parlement)
Les Conférences des présidents sont, en France, deux instances chargées de la fixation des ordres du jour de l'Assemblée nationale et du Sénat respectivement. Parce qu'elles déterminent quelles propositions de loi, de résolution et quels débats sont discutés en séance, elles jouent de fait un rôle important dans le processus législatif. L'existence des Conférences des présidents a été constitutionnalisée lors de la révision constitutionnelle du 23 juillet 2008 (cf. notamment art. 39 C et 48 C).

## Compositions

### Conférence des présidents de l'Assemblée nationale
La Conférence des présidents de l'Assemblée nationale se compose de : 
- Le président de l'Assemblée nationale ;
- Les six vice-présidents ;
- Les présidents des huit commissions permanentes ;
- Le rapporteur général du budget ;
- Le rapporteur général du budget de la Sécurité sociale ;
- Le président de la commission des Affaires européennes ;
- Les présidents des groupes politiques.

Les présidents des commissions spéciales peuvent être convoqués à la Conférence sur leur demande.
Le gouvernement peut y être représenté par un de ses membres, généralement le secrétaire d'État (ou, le cas échéant, ministre) chargé des relations avec le Parlement, actuellement Patrick Mignola, qui transmet à la Conférence les prévisions du gouvernement pour les semaines de séance qui lui sont réservées par priorité.
| Fonction                                                                            | Titulaire          | Titulaire                  | Circonscription                         | Groupe  |
| ----------------------------------------------------------------------------------- | ------------------ | -------------------------- | --------------------------------------- | ------- |
| Présidente                                                                          |                    | Yaël Braun-Pivet           | 5e des Yvelines                         | EPR     |
|                                                                                     |                    |                            |                                         |         |
| Vice-présidents                                                                     |                    | Clémence Guetté            | 4e du Val-de-Marne                      | LFI-NFP |
| Vice-présidents                                                                     |                    | Naïma Moutchou             | 4e du Val-d'Oise                        | HOR     |
| Vice-présidents                                                                     |                    | Nadège Abomangoli          | 10e de la Seine-Saint-Denis             | LFI-NFP |
| Vice-présidents                                                                     |                    | Xavier Breton              | 1re de l'Ain                            | DR      |
| Vice-présidents                                                                     |                    | Roland Lescure             | 1re des Français établis hors de France | EPR     |
| Vice-présidents                                                                     |                    | Jérémie Iordanoff          | 5e de l'Isère                           | EcoS    |
|                                                                                     |                    |                            |                                         |         |
| Présidents des commissions permanentes et de la commission des affaires européennes |                    | Fatiha Keloua-Hachi        | 8e de la Seine-Saint-Denis              | SOC     |
| Présidents des commissions permanentes et de la commission des affaires européennes |                    | Aurélie Trouvé             | 9e de la Seine-Saint-Denis              | LFI-NFP |
| Présidents des commissions permanentes et de la commission des affaires européennes |                    | Bruno Fuchs                | 6e du Haut-Rhin                         | DEM     |
| Présidents des commissions permanentes et de la commission des affaires européennes |                    | Frédéric Valletoux         | 2e de Seine-et-Marne                    | HOR     |
| Présidents des commissions permanentes et de la commission des affaires européennes |                    | Jean-Michel Jacques        | 6e du Morbihan                          | EPR     |
| Présidents des commissions permanentes et de la commission des affaires européennes |                    | Sandrine Le Feur           | 4e du Finistère                         | EPR     |
| Présidents des commissions permanentes et de la commission des affaires européennes |                    | Éric Coquerel              | 1re de la Seine-Saint-Denis             | LFI-NFP |
| Présidents des commissions permanentes et de la commission des affaires européennes |                    | Florent Boudié             | 10e de la Gironde                       | EPR     |
| Présidents des commissions permanentes et de la commission des affaires européennes |                    | Pieyre-Alexandre Anglade   | 4e des Français établis hors de France  | EPR     |
|                                                                                     |                    |                            |                                         |         |
| Rapporteurs généraux du budget                                                      |                    | Thibault Bazin             | 4e de Meurthe-et-Moselle                | DR      |
| Rapporteurs généraux du budget                                                      |                    | Charles de Courson         | 5e de la Marne                          | LIOT    |
|                                                                                     |                    |                            |                                         |         |
| Présidents de groupes                                                               |                    |                            |                                         |         |
|                                                                                     | Marine Le Pen      | 11e du Pas-de-Calais       | RN                                      |         |
|                                                                                     | Gabriel Attal      | 10e des Hauts-de-Seine     | EPR                                     |         |
|                                                                                     | Mathilde Panot     | 10e du Val-de-Marne        | LFI-NFP                                 |         |
|                                                                                     | Boris Vallaud      | 3e des Landes              | SOC                                     |         |
|                                                                                     | Laurent Wauquiez   | 1re de la Haute-Loire      | DR                                      |         |
|                                                                                     | Cyrielle Chatelain | 2e de l'Isère              | EcoS                                    |         |
|                                                                                     | Marc Fesneau       | 1re de Loir-et-Cher        | DEM                                     |         |
|                                                                                     | Laurent Marcangeli | 1re de la Corse-du-Sud     | HOR                                     |         |
|                                                                                     | Laurent Panifous   | 2e de l'Ariège             | LIOT                                    |         |
|                                                                                     | Stéphane Peu       | 2e de la Seine-Saint-Denis | GDR                                     |         |
|                                                                                     | Éric Ciotti        | 1re des Alpes-Maritimes    | UDR                                     |         |

### Conférence des présidents du Sénat
La composition (au 6 juillet 2022) de la conférence des présidents est la suivante :
- Le président du Sénat : Gérard Larcher (LR)
- Les huit vice-présidents :
  - Roger Karoutchi (LR)
  - Laurence Rossignol (SÉR)
  - Valérie Létard (UC)
  - Alain Richard (RDPI)
  - Pierre Laurent (CRCE)
  - Nathalie Delattre (RDSE)
  - Pascale Gruny (LR)
  - Vincent Delahaye (UC)
- Les présidents des sept commissions permanentes :
  - Commission de l'Aménagement du territoire et du Développement durable : Jean-François Longeot (UC)
  - Commission des Affaires économiques : Sophie Primas (LR)
  - Commission des Affaires étrangères, de la Défense et des Forces armées : Christian Cambon (LR)
  - Commission des Affaires sociales : Catherine Deroche (LR)
  - Commission de la Culture, de l'Éducation, de la Communication et du Sport : Laurent Lafon (UC)
  - Commission des Finances : Claude Raynal (SÉR)
  - Commission des Lois constitutionnelles, de législation, du suffrage universel, du Règlement et d'administration générale : François-Noël Buffet (LR)
- Le rapporteur général de la commission des Finances : Jean-François Husson (LR)
- Le rapporteur général de la commission des Affaires sociales : Élisabeth Doineau (UC)
- Le président de la commission des Affaires européennes : Jean-François Rapin (LR)
- Les présidents des groupes politiques :
  - Mathieu Darnaud (LR)
  - Patrick Kanner (SÉR)
  - Hervé Marseille (UC)
  - François Patriat (RDPI)
  - Éliane Assassi (CRCE)
  - Jean-Claude Requier (RDSE)
  - Claude Malhuret (LIRT)
  - Guillaume Gontard (EST)
  - Jean-Louis Masson (RASNAG)

Les présidents des commissions spéciales peuvent être également être invités.
Là aussi, le gouvernement peut y être représenté par un de ses membres.

## Fonctionnement
Elles sont réunies une fois par semaine environ (en général le mardi) à l'Assemblée nationale et toutes les deux à trois semaines environ (en général le mercredi) au Sénat.
A l'Assemblée, un président de groupe peut également demander sa convocation afin d'exercer les prérogatives reconnues à l'art. 39 de la Constitution. Au Sénat, elle peut également être demandée par deux groupes au moins pour un ordre du jour déterminé.
Dans la prise de décision, en cas de vote, chacun des membres de la Conférence des présidents dispose de sa voix propre, à l'exception des présidents des groupes politiques, qui disposent chacun d'autant de voix que leur groupe compte de membres, moins le nombre de voix correspondant aux parlementaires de leur groupe qui siègent à la Conférence des présidents. Ainsi, en droit, lorsqu'un groupe possède ou approche la majorité absolue, c'est le président de ce groupe (en 2024, Mathieu Darnaud au Sénat) qui est en mesure de trancher quasi-unilatéralement les questions soumises à la Conférence des présidents.
En pratique cependant, à l'Assemblée, les prises de positions du président du groupe majoritaire sont coordonnées avec la volonté du gouvernement, à qui il doit très largement sa fonction de président du groupe majoritaire. Il en est de même au Sénat lorsque la majorité sénatoriale est du même parti politique que le président de la République ou que la majorité à l'Assemblée nationale. Hors ces moments de concordance politique entre les deux chambres, les prises de positions du président du groupe majoritaire du Sénat sont coordonnées avec la volonté du Président du Sénat et celle de leur parti.

## Fixation de l'ordre du jour depuis 2008
Selon le site de l'Assemblée nationale:
« La rédaction initiale de la Constitution de 1958 faisait du Gouvernement le seul maître de l’ordre du jour prioritaire des assemblées. La révision constitutionnelle du 23 juillet 2008 permet désormais un partage de l’ordre du jour entre le Gouvernement et le Parlement.

En pratique, l’ordre du jour est élaboré par la Conférence des présidents. »
L'article 48 de la Constitution, modifié en 2008, qui définit les modalités de fixation de l'ordre du jour parlementaire, sanctifie le rôle de la « Conférence des présidents », dont l'existence a été consacrée à l'article 39. Il établit un cadre général obligatoire à partir duquel la Conférence exerce ses pouvoirs :
- deux semaines réservées par priorité à un ordre du jour déterminé par le Gouvernement qui peut inscrire, dans l'ordre qu'il aura déterminé, des projets de loi, des propositions de loi, des propositions de résolution ou des débats ("semaine du Gouvernement") ;
- une semaine réservée par priorité au contrôle de l'action du Gouvernement et à l'évaluation des politiques par chaque assemblée qui peut inscrire, dans l'ordre qu'elle aura fixé, des débats à son ordre du jour ("semaine de contrôle") ;
- une semaine dont l'ordre du jour est librement fixé par chaque assemblée, qui peut inscrire des projets de loi, des propositions de loi, des propositions de résolution ou des débats ("semaine de l'Assemblée nationale ou du Sénat").

En outre, l'article 48 de la Constitution prévoit des exceptions à ce cadre :
- Les projets de loi de finances et les projets de loi de financement de la sécurité sociale peuvent être examinés par priorité quelle que soit la semaine à la demande du Gouvernement ;
- Les textes transmis depuis 6 semaines au moins par l'autre assemblée, les projets relatifs aux états de crise et la demande de prolongation d'une intervention militaire au-delà de 4 mois peuvent être examinés par priorité pendant une semaine de l'Assemblée nationale ou du Sénat ;
- Une séance par semaine, au moins, y compris au cours de la session extraordinaire du Parlement, est réservée aux questions au Gouvernement ;
- Un jour de séance est réservé chaque mois de la session ordinaire du Parlement « à un ordre du jour arrêté par chaque assemblée à l’initiative des groupes d’opposition de l’assemblée intéressée ainsi qu’à celle des groupes minoritaires » (art. 48, al.5), aussi appelé une « niche parlementaire ».

La Conférence fixe les priorités au début de chaque période de huit semaines, puis fixe l'ordre du jour chaque semaine, pour la semaine à venir et les trois semaines suivantes (celui-ci étant donc sujet à révision, le cas échéant) (art. 48 Règlement de l'Assemblée nationale).

### Les deux semaines dont l'ordre du jour est fixé par les chambres
Sur ces deux semaines soumises à la libre appréciation de l'Assemblée, la Conférence des présidents établit un programme, que le Président de l'Assemblée soumet au vote des députés, qui l'accepte ou le rejette en bloc (pas d'amendement - art. 48 du Règlement de l'Assemblée nationale). Le programme de travail est publié au Journal officiel et sur le site de l'Assemblée nationale.

### Les deux semaines dont l'ordre du jour est fixé par le Gouvernement
Sur les deux semaines consacrées à l'ordre du jour fixé par le gouvernement, le site de l'Assemblée nationale affirme qu'en pratique, celui-ci peut faire l'objet d'un « aménagement » relatif avec le gouvernement, à la suite d'un « échange de vues » ; le Gouvernement n'est bien entendu pas tenu de retenir les suggestions de la Conférence : 
« En raison de la priorité constitutionnelle qui est reconnue au Gouvernement dans la fixation de l’ordre du jour (alinéas 2 et 3 de l’article 48 de la Constitution), la Conférence des présidents n’a pas à statuer sur le programme de travail qui lui est présenté pour les deux semaines réservées au gouvernement ou pour les textes relevant de la priorité gouvernementale. Toutefois, même pour cette partie de l’ordre du jour, la réunion de la Conférence des présidents fournit l’occasion d’échanges de vues qui peuvent conduire le Gouvernement, en complément des consultations préalables auxquelles il a procédé, à aménager les prévisions qu’il avait d’abord retenues. »
L'art. 39 de la Constitution prévoit en outre que la Conférence des présidents peut refuser d'inscrire un projet de loi à l'ordre du jour si elle « constate que les règles fixées par la loi organique sont méconnues ». En cas de désaccord sur ce point entre le gouvernement et la conférence des présidents, le président de l'Assemblée nationale ou le Premier ministre « peut saisir » le Conseil constitutionnel « qui statue dans un délai de huit jours ».